# 陳起
陈起（？—？），字宗之，又字宗子、彦才，号芸居，临安钱塘（今浙江杭州）人，南宋刻书家、藏书家。
宋宁宗时乡试第一，时称陈解元。後來在临安棚北大街睦亲坊开书肆，自稱陳宅書籍鋪。赵师秀称其為“卖书陈秀才”，与刘克庄、叶绍翁、劉過﹑姜夔﹑戴復古、方岳、顏羽等交好甚密，刘克庄《赠陈起》诗有“炼句岂非林处士，鬻书莫是穆参军”之句。陈起替落魄江湖的诗人出资刻集，刊有《江湖集》，錄有百餘人詩集。言官李知孝、梁成大等发现其中多有谤讪史弥远﹐因起大狱，陳起被黜流放﹐《江湖集》也被毀板。宝庆二年刘克庄以《落梅》诗中有“东风谬掌花权柄，却忌孤高不主张”之句，被罢官。敖陶孫亦被貶逐出京。史彌遠病死，鄭清之上台，陳起得以返臨安。今存《芸居乙稿》一卷。